# Ego-Depletion
Bei dem Begriff Ego-Depletion (von lateinisch ego ‚ich‘ und neulateinisch depletio ‚Aderlass‘, zu deplere ‚ausleeren‘; hier im Sinne von „Selbsterschöpfung“) handelt sich um ein Paradigma aus der Sozialpsychologie für den Bereich selbstregulatorischen Verhaltens. Die zentrale Aussage des Ego-Depletion-Modells ist, dass die Fähigkeit zur Selbstkontrolle von der Willenskraft einer Person abhängt, die von einer allgemeinen (Selbstregulations-)Ressource gespeist wird. Die Ressource wird durch aufeinanderfolgende psychische Aufgabenstellungen, welche Willenskraft erfordern, verringert oder gar aufgezehrt, und zwar unabhängig von sonstigen Einflussfaktoren, also etwa körperlicher Erschöpfung. Dieses Konzept wird auch als Modell der regulatorischen Ressource bezeichnet.

## Aussagen des Modells
Um bei einer Handlung Selbstkontrolle auszuüben, muss das Selbst Energie (es wird auch von Kraft oder Ressourcen gesprochen) aufwenden. Steht diese Energie anschließend nicht mehr in einem benötigten Ausmaß zur Verfügung, so ist die Fähigkeit zur Selbstkontrolle vorübergehend beeinträchtigt. Dieser Zustand wird dann als Ego-Depletion bezeichnet. Dieselbe Art von Energie wird für das Fällen von Entscheidungen, aktives Agieren und die Kontrolle von Impulsen, Gedanken und Emotionen verwendet. Das Ego-Depletion-Modell beruht im Wesentlichen auf drei Annahmen:
1. Universalität: Dieselbe Ressource wird für eine Vielfalt von Aufgaben verwendet, die Selbstkontrolle erfordern.
2. Beschränktheit: Die Ressource liegt nur in begrenztem Ausmaß vor und kann prinzipiell aufgebraucht werden.
3. Abhängigkeit: Die Fähigkeit zur Selbstkontrolle hängt ausschließlich von der Ressource ab.

Wird durch aktives willentliches Handeln die Energie teilweise oder vollständig verbraucht, so ist bei einer darauffolgenden Aufgabe die Selbstregulationsperformanz vermindert oder nicht mehr vorhanden.
Nach dem Modell ähnelt die Willenskraft einem Muskel, welcher nach Anwendung kurzfristig erschöpft ist, sich langfristig jedoch trainieren lässt, so dass die Fähigkeit zur Selbstkontrolle wächst.

## Biologische Grundlagen des Modells
Das Modell der Energie, die in Folge von den oben genannten mentalen Aktivitäten temporär verbraucht wird, kann mit dem Verbrauch von Glukose im Gehirn in Verbindung gebracht werden. Die Abnahme von Glukose im Blut kann bei Menschen nachgewiesen werden, die Selbstkontrolle erfordernde Aufgaben ausführen.

## Rezeption des Modells
Forschungen zum Ego-Depletion-Modell wurden unter Sozialpsychologen seit etwa 2000 auch an anderen Universitäten als der Florida State University, wo der Begründer der Theorie (Roy Baumeister) forscht, durchgeführt, mittlerweile auch in Europa.
Darüber hinaus strahlte das Konzept der Ego-Depletion auch auf andere Bereiche in der Psychologie aus, z. B. auf die Marktforschung. Dort befasst man sich damit besonders im Hinblick auf das Thema Kontrollverlust und die Implikationen für Marketing und Personalführung.

## Kritik
2014 wurde das Modell experimentell überprüft. Von 24 Teams konnten 21 den Effekt nicht nachweisen, zwei konnten den Effekt bestätigen. Das Ergebnis einer Gruppe indizierte das Gegenteil.